# 上海轨道交通13号线
上海轨道交通13号线，前称世博专线，是一条连接中国上海市嘉定区金运路站至浦东新区张江路站，是上海地铁运营的东西走向地铁线路，全长38.83公里，共设31座车站，于2010年4月20日作為世博专线通车运营，世博结束后停运，2012年12月30日重新通车。

## 概览
13号线從2018年12月30日開始运营区段西起嘉定区金运路站，南至浦东新区張江路站，全部为地下线。2010年上海世博会时，其世博段马当路站至世博大道站三站两区间曾作为世博会园区内交通运营（不接入既有路网），世博会闭幕后该区段曾一度关闭，2015年12月19日与一期全线贯通后重启。
13号线的线路标志色为 PANTONE 223C （C=5 M=51 Y=0 K=0）。
按照最初规划，工程将分二期进行。但实际全线分五期建设，分五次开通，其中一期工程就分了三次。

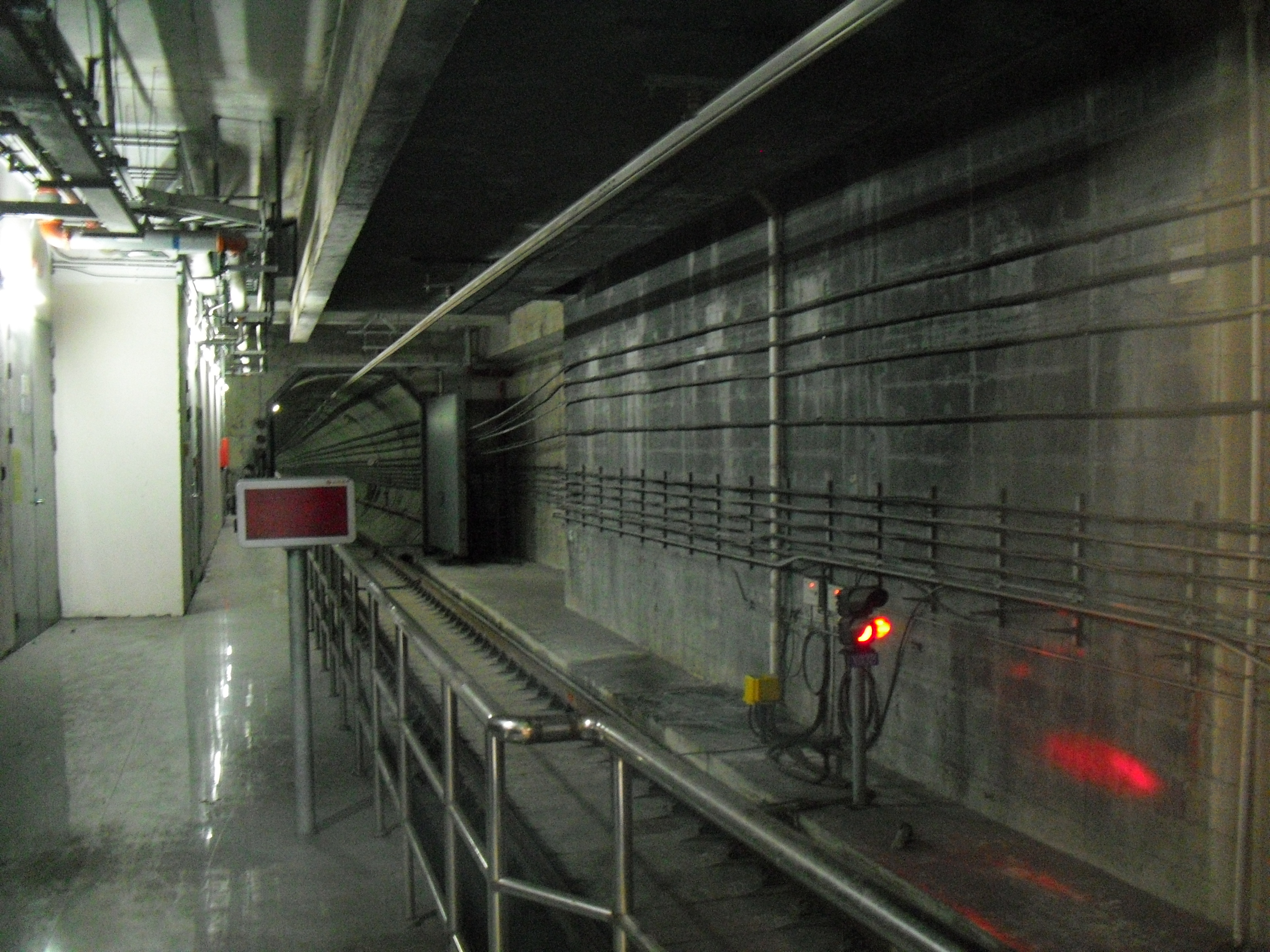
13号线上行隧道

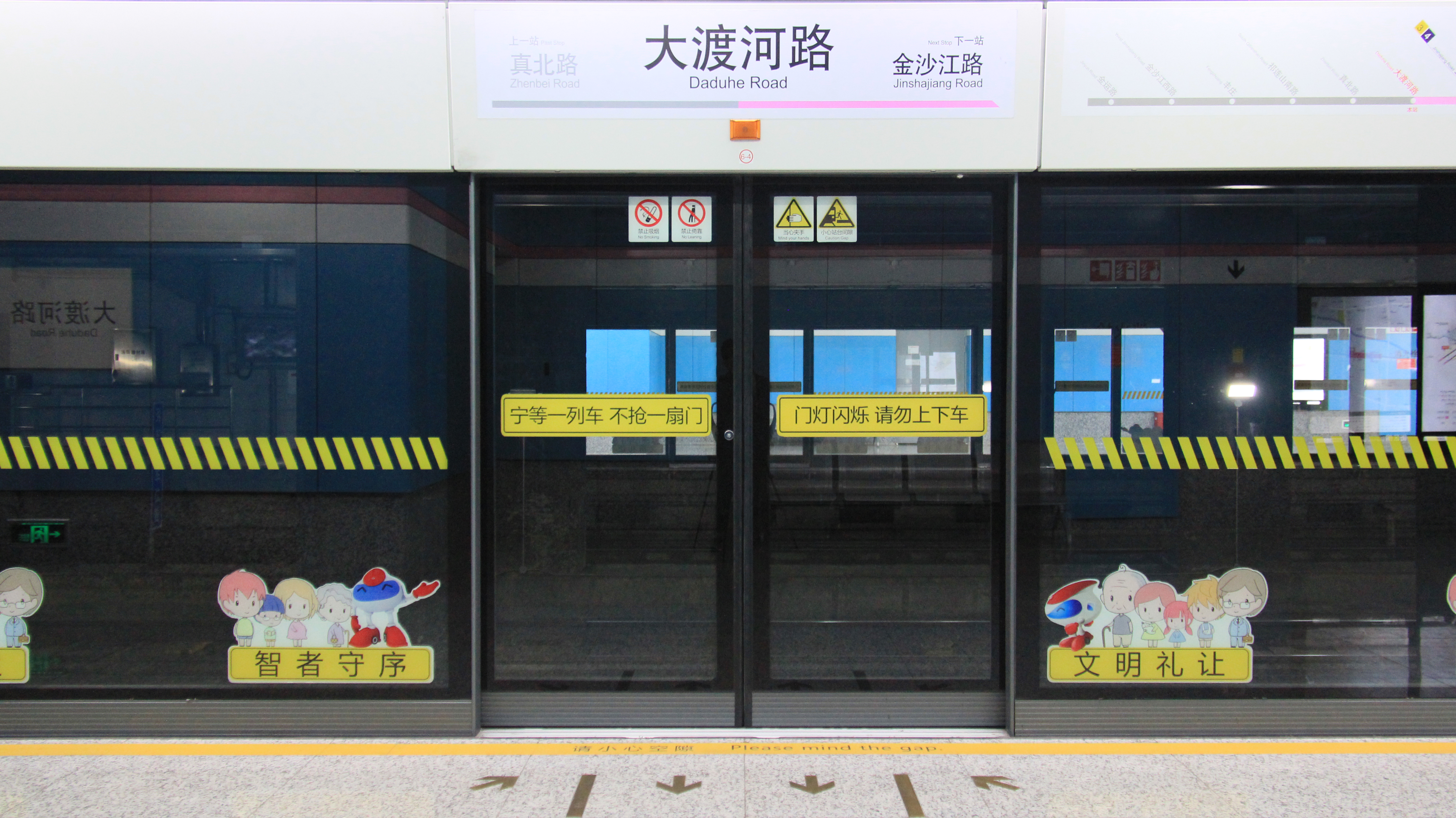
大渡河路站屏蔽门，线路图的主题色为粉色

### 线路数据
- 营运里程：38.83 km
- 站数：31
- 轨距：1435 mm
- 动力电源：DC 1500 V 接触网供电
- 双线区间：全线
- 电气化区间：全线
- 地下区间：金运路—张江路

## 工程建设
初期规划由嘉定区金运路站至浦东新区华夏中路站，线路全长33.6公里，均为地下线，共有27个地下车站和2个车辆段，分别为北翟路停车场（与2号线共用）及川杨河辅助停车场，计划工程总投资为198.68亿元人民币。
为上海世博会提供过江轨道交通线路，13号线世博专线即“世博园区专用交通联络线工程”先行建设，线路长度4.887公里，共设新天地站至长清路站五站四区间。其中三个车站（马当路站、卢浦大桥站、世博大道站）属于2010年世界博览会的「世博专线」（或称「世博过江段」），马当路站至世博大道站段于2010年4月20日投入运营，作为世博园内专用轨道交通。由于该段全线位于世博园区内，因此世博会期间此段线路不纳入轨道交通运营网络，而是在经过安检和检票后免费乘坐。（世博专线马当路站实际作为世博园区的一个出入口，编号为9号门，而9号线马当路站位于园区外，两线需通过地面出站换乘）。世博专线通过位于长清路站的7-13联络线，借用9号线的列车，采取双向单线运行的模式。该工程采用BT模式建设，由上海建工（集团）总公司于2007年3月以13.38亿元人民币的投得建设权。工程竣工並试运营一年后，由招标人回购。
一期工程自金运路站至南京西路站，线路全长16.468公里，设14座车站，设北翟路车辆段1座，设隆德路开闭所及控制中心与11号线共享。工程投资124.17亿元。一期工程于2008年12月28日正式开工，2012年12月30日开通金运路站至金沙江路站段（祁连山南路站和大渡河路站未开通），2014年12月28日开通隆德路站至长寿路站段，2015年12月19日开通一期工程的剩余区段。
由于一期工程至南京西路站截止，而世博专线自新天地站开始，中间仍存在一站两区间（即淮海中路站及其相邻区间）未列入。因此于2009年着手开始世博园区专用交通联络线工程调整（简称“世调”）的建设。工程也包括马当路站至长清路站的改造工程（简称“世改”），含世博专线在内总投资45.21亿元。淮海中路站于2009年11月20日开工，相邻区间分别从南京西路站及新天地站推进，形成“四龙会师”的壮观景象。
二期工程自长清路站至华夏中路站，全长10.139公里，共设7站，与三期工程合计投资129.32亿元。该段线路与一期工程于2007年一并环评获批，但由于新增北蔡站，同时调整陈春东路站后，需再次向国家环保局提出变更申请。在2011年先后对变更进行了两次环境影响评价公示。2013年12月31日，二期工程陈春路站（原绿川新村站）正式开工，当初预计2017年底便可开通运营，但开工不久便进入停工状态，原因是其它车站并不能陆续动工。2014年底，其余车站陆续开工。
三期工程自中科路站至张江路站，全长5.273公里，共设3站。虽然该段规划早已存在，但未于2007年与一、二期工程一并环评，故在2013-2014年补充完成了该段的环境影响评价。二期、三期于2018年12月30日开通。二、三期开通后，工作日早晚高峰时段开行大小交路，大交路运营区段为金运路站至张江路站，小交路运营区段为金运路站至华鹏路站。
西延伸工程自国家会展中心站至金运路站，线路长9.47公里，新建车站5座。早在2010年虹桥商务区总体规划方案中，就已存在了相关规划并画入控规中。2016年新一轮规划编制时，13号线确定西延伸至国家会展中心站，季乐路站至国家会展中心站计划远期拆分为25号线的一段。2018年第三轮规划时，13号线西延伸已获批复，建设期限5年。该段已于2021年6月28日开工。
东延伸工程自张江路站至丹桂路站，线路长4.1公里，新建车站2座。该段已于2023年5月28日开工。

## 车辆
13号线列车均采用A型车6节编组，设计时速80 km/h，为VVVF交流传动，设计寿命30年。
| 现名  | 原名 | 制造商             | 车辆编成             | 制造年代  | 车辆总数             | 上线时间              | 昵称     |
| ----- | ---- | ------------------ | -------------------- | --------- | -------------------- | --------------------- | -------- |
| 09A02 | AC09 | 北车长客庞巴迪车辆 | 6A (Tc+Mp+M+M+Mp+Tc) | 2009-2010 | 5列 (0942-0945,0948) | 2010/04/20-2010/10/31 | 坂田     |
| 13A01 | AC18 | 南车南京浦镇车辆   | 6A (Tc+Mp+M+M+Mp+Tc) | 2011-2014 | 24列 (1301-1324)     | 2012/12/30-           | 奶粉     |
| 13A02 |      | 中车南京浦镇车辆   | 6A (Tc+Mp+M+M+Mp+Tc) | 2016-2018 | 38列 (1325-1362)     | 2017/04/28-           | 奶粉二世 |

### 现在用车

#### 13A01型电动客车
- 涂装：灰底粉红色带，车窗周围为黑色
- 牵引电动机：西门子 1TB2010-1GA02
- 牵引逆变器：西门子 G1500 D1100/400 M5-1

- 国产化率：大于70%
- 该批所有列车都设有连续式闪灯路线图，在车厢连接处设有黄色LED显示屏。控制车前端和部分车窗上端设有黄色LED显示屏显示终点站。

#### 13A02型电动客车
- 涂装：灰底粉红色带，车窗周围为黑色，车头前方逃生门无玻璃[18]
- 牵引电动机：中车株洲电机 YQ-210-1
- 牵引逆变器：中车时代电气 TGA23F
- 国产化率：大于70%
- 该批所有列车都设有LCD屏幕图，在车厢连接处设有黄色LED显示屏。控制车前端和部分车窗上端设有黄色LED显示屏显示终点站。
- 1361、1362号车曾采用成都地铁风格的LCD屏幕、使用双蜂鸣而一度被铁迷们称为"独苗"，现改回通常样式。

另外，13号线曾于2010年上海世博会舉行期间使用09A02型列车。该车一共5组30节（编号0942-0945、0948），由9号线借调至13号线使用，编号1301-1305，现已全部调回到9号线使用。

## 车站一览

### 换乘站
- 1315大渡河路 — 换乘15号线 通道换乘
- 3413金沙江路 — 换乘3、4号线 通道换乘
- 1113隆德路 — 换乘11号线 垂直换乘
- 1314武宁路 — 换乘14号线 通道换乘
- 713长寿路 — 换乘7号线 垂直换乘
- 11213汉中路 — 换乘1号线、12号线 1号线为通道换乘，12号线为垂直换乘
- 2-12-13南京西路 — 换乘2号线、12号线 出站换乘（不支持单程票），未来为通道换乘
- 1013一大会址·新天地 — 换乘10号线 垂直换乘
- 913马当路 — 换乘9号线 站厅换乘
- 7-13長清路 — 换乘7号线 出站换乘（不支持单程票），未来为通道换乘
- 813成山路 — 换乘8号线 通道换乘
- 613東明路 — 换乘6号线 垂直换乘
- 1318莲溪路 — 换乘18号线 垂直换乘
- 1316華夏中路 — 换乘16号线 通道换乘

### 未來换乘站
- 21317国家会展中心 — 换乘2号线、17号线 通道换乘
- 13-示范区前湾公园 — 转乘示范区线前湾公园站
- 13-嘉闵金运路 — 转乘嘉闵线金运路站
- 1319世博大道 — 换乘19号线 通道换乘
- 1321學林路 — 换乘21号线 通道换乘

### 车站列表
| 阶段     | 站名            | 里程 （米） | 站间距 （米） | 换乘路线               | 所在地   | 车站形式           | 开门方向注1                       |
| -------- | --------------- | ----------- | ------------- | ---------------------- | -------- | ------------------ | --------------------------------- |
| 西延伸   | 国家会展中心    | 0           | -             | █ 2号线 █ 17号线       | 闵行区   | 地下三层岛式       | 左侧                              |
| 西延伸   | 运乐路          | 1766        | 1766          | —                      | 闵行区   | 地下三层岛式       | 左侧                              |
| 西延伸   | 季乐路          | 2902        | 1136          | —                      | 闵行区   | 地下二层岛式       | 左侧                              |
| 西延伸   | 前湾公园        | 3898        | 996           | █ 市域示范区线（在建） | 闵行区   | 地下二层岛式       | 左侧                              |
| 西延伸   | 纪翟路          | 5339        | 1441          | █ 25号线（遠期）       | 闵行区   | 地下二层岛式       | 左侧                              |
| 一期     | 金运路          | 0           | 4369          | █ 市域嘉闵线（在建）   | 嘉定区   | 地下二层岛式       | 左侧                              |
| 一期     | 金沙江西路      | 1281        | 1281          | —                      | 嘉定区   | 地下二层岛式       | 左侧                              |
| 一期     | 丰庄            | 3371        | 2090          | —                      | 嘉定区   | 地下二层岛式       | 左侧                              |
| 一期     | 祁连山南路      | 4580        | 1209          | —                      | 普陀区   | 地下二层岛式       | 左侧                              |
| 一期     | 真北路          | 6083        | 1503          | —                      | 普陀区   | 地下二层岛式       | 左侧                              |
| 一期     | 大渡河路        | 7286        | 1203          | █ 15号线               | 普陀区   | 地下二层侧式       | 右侧                              |
| 一期     | 金沙江路        | 8962        | 1676          | █ 3号线 █ 4号线        | 普陀区   | 地下三层岛式       | 左侧                              |
| 一期     | 隆德路          | 10178       | 1216          | █ 11号线               | 普陀区   | 地下三层岛式       | 左侧                              |
| 一期     | 武宁路          | 11042       | 864           | █ 14号线               | 普陀区   | 地下三层岛式       | 左侧                              |
| 一期     | 长寿路          | 12051       | 1009          | █ 7号线                | 普陀区   | 地下二层岛式       | 左侧                              |
| 一期     | 江宁路          | 12810       | 759           | —                      | 普陀区   | 地下二层岛式       | 左侧                              |
| 一期     | 汉中路          | 14402       | 1592          | █ 1号线 █ 12号线       | 静安区   | 地下五层岛式       | 左侧                              |
| 一期     | 自然博物馆      | 15028       | 626           | —                      | 静安区   | 地下四层岛式       | 左侧                              |
| 一期     | 南京西路        | 15915       | 887           | █ 2号线 █ 12号线注2    | 静安区   | 地下三层侧式       | 右侧                              |
| 世调     | 淮海中路        | 16870       | 955           | —                      | 黄浦区   | 地下六层岛式       | 左侧                              |
| 世博专线 | 一大会址·新天地 | 18080       | 1210          | █ 10号线               | 黄浦区   | 地下三层岛式       | 左侧                              |
| 世博专线 | 马当路          | 18702       | 622           | █ 9号线                | 黄浦区   | 地下三层岛式       | 左侧                              |
| 世博专线 | 世博会博物馆    | 20257       | 1555          | —                      | 黄浦区   | 地下二层岛式       | 左侧                              |
| 世博专线 | 世博大道        | 21908       | 1651          | █ 19号线（在建）       | 浦东新区 | 地下二层一岛一侧式 | 左侧(金运路方向) 右侧(张江路方向) |
| 世博专线 | 长清路          | 22964       | 1056          | █ 7号线注2             | 浦东新区 | 地下三层岛式       | 左侧                              |
| 二期     | 成山路          | 23947       | 983           | █ 8号线                | 浦东新区 | 地下三层岛式       | 左侧                              |
| 二期     | 东明路          | 25344       | 1397          | █ 6号线                | 浦东新区 | 地下三层岛式       | 左侧                              |
| 二期     | 华鹏路          | 26808       | 1464          | —                      | 浦东新区 | 地下二层岛式       | 左侧                              |
| 二期     | 下南路          | 28169       | 1361          | —                      | 浦东新区 | 地下二层岛式       | 左侧                              |
| 二期     | 北蔡            | 29297       | 1128          | —                      | 浦东新区 | 地下二层岛式       | 左侧                              |
| 二期     | 陈春路          | 30277       | 980           | —                      | 浦东新区 | 地下二层岛式       | 左侧                              |
| 二期     | 莲溪路          | 31516       | 1239          | █ 18号线               | 浦东新区 | 地下二层岛式       | 左侧                              |
| 二期     | 华夏中路        | 33105       | 1589          | █ 16号线               | 浦东新区 | 地下二层双岛式     | 左侧                              |
| 三期     | 中科路          | 35165       | 2060          | —                      | 浦东新区 | 地下二层岛式       | 左侧                              |
| 三期     | 学林路          | 36473       | 1308          | █ 21号线（在建）       | 浦东新区 | 地下二层岛式       | 左侧                              |
| 三期     | 张江路          | 38030       | 1557          | —                      | 浦东新区 | 地下二层岛式       | 左侧                              |
| 东延伸   | 高科中路        |             |               | —                      | 浦东新区 | 地下二层岛式       | 左侧                              |
| 东延伸   | 丹桂路          |             |               | —                      | 浦东新区 | 地下二层岛式       | 左侧或右侧                        |

- 注1：依列车行驶方向而言。
- 注2：採用虛擬換乘。公交卡用户和Metro大都会APP用户可在出站30分钟内换乘，乘坐里程连续计算；单程票用户如需换乘需出站另行购票，乘坐里程不连续计算。

## 时刻表
更新时间：2025年6月21日

### 列车运行间隔
| 周一 ～ 周五（工作日） | 周一 ～ 周五（工作日） | 周一 ～ 周五（工作日）    | 周一 ～ 周五（工作日）    |
| ---------------------- | ---------------------- | ------------------------- | ------------------------- |
| 名称                   | 时段                   | 列车间隔                  | 列车间隔                  |
| 名称                   | 时段                   | 金运路～华鹏路            | 华鹏路～张江路            |
| 早高峰                 | 7:30～09:30            | 往华鹏路方向：平均2分30秒 | 往张江路方向：平均5分钟   |
| 早高峰                 | 7:30～09:30            | 往金运路方向：平均2分45秒 | 往华鹏路方向：平均5分30秒 |
| 平峰                   | 9:30～17:00            | 平均6分30秒               | 平均6分30秒               |
| 晚高峰                 | 17:00～19:30           | 平均3分                   | 平均6分                   |
| 其余时段               | 其余时段               | 6～10分                   | 6～10分                   |
| 周六、周日（双休日）   |                        |                           |                           |
| 名称                   | 时段                   | 列车间隔                  | 列车间隔                  |
| 名称                   | 时段                   | 金运路～张江路            |                           |
| 高峰                   | 8:30～20:30            | 平均5分                   | 平均5分                   |
| 其余时段               | 其余时段               | 6～10分                   | 6～10分                   |

自2023年4月28日起，13号线逢周末（周五、周六）实施延时运营。
| 延时运营列车间隔（周五、周六） | 延时运营列车间隔（周五、周六） | 延时运营列车间隔（周五、周六） | 延时运营列车间隔（周五、周六） |
| ------------------------------ | ------------------------------ | ------------------------------ | ------------------------------ |
| 名称                           | 时段                           | 列车间隔                       | 列车间隔                       |
| 延时运营                       | 22:30～运营结束                | 15分～20分                     | 15分～20分                     |

## 沿革

### 世博运营阶段
- 2007年3月1日 世博园区专用交通联络线工程开工[21]
- 2007年3月15日 上海建工（集团）总公司于以13.38亿元人民币的投得世博专用线建设权
- 2007年3月21日 世博园区专用交通联络线项目报建[21]
- 2009年3月22日 马当路站至长清路站双线贯通[22]
- 2009年7月30日 淡水路（即新天地）站至长清路站世博段全线贯通[23]
- 2010年1月10日 世博专线首列列车顺利实现上线，标志此线路由建设阶段转入通车调试阶段[24]
- 2010年4月20日 世博段开通试运营
- 2010年11月1日 配合世博园闭园及13号线一期建设，世博段退出运营

### 后续运营阶段
- 2005年11月11日 工程环境影响评价公示[25]
- 2006年1月9日 工程报建[26]
- 2007年6月13日 工程环境影响评价第二次公示
- 2007年9月12日 工程环境影响评价报批前公示[27]
- 2008年4月30日 一期工程可行性研究报告通过批复[28]
- 2008年12月28日 一期工程金沙江路站正式开工[9]
- 2009年6月25日 世博园区专用交通联络线工程调整环境影响评价公示[29]
- 2009年9月4日 一期工程开始盾构[30]
- 2009年9月9日 世博园区专用交通联络线工程调整环境影响评价第二次公示
- 2010年7月12日 13号线（罗山路站—张江路站）选线专项规划公示[31]
- 2011年7月27日 北蔡站、绿川新村站变更环境影响评价公示[32]
- 2011年8月29日 北蔡站、绿川新村站变更环境影响评价第二次公示[33]
- 2011年11月15日 二期及三期工程报建[34]
- 2012年1月29日 国家环境保护部批复北蔡站、绿川新村站变更环境影响报告书[35]
- 2012年2月7日 一期西段金运路站—金沙江路站段洞通[36]
- 2012年7月29日 一期西段金运路站—金沙江路站轨通
- 2012年2月24日 二期工程可行性研究报告通过批准[37]
- 2012年12月30日 一期西段（祁连山南路站和大渡河路站暂未开通）开通试运营
- 2013年6月15日 祁连山南路站开通
- 2013年8月2日 三期工程环境影响评价公示[38]
- 2013年12月13日 三期工程环境影响评价第二次公示[39]
- 2013年12月31日 二期工程陈春东路站正式开工[34]
- 2014年1月7日 金沙江路站至长寿路站段洞通
- 2014年3月14日 三期工程环境影响评价报批前公示[40]
- 2014年6月3日 上海市环境保护局批复三期工程环境影响报告书[41]
- 2014年7月16日 上海市发展和改革委员会批复三期工程可行性研究报告[42]，隆德路站至长寿路站段电通
- 2014年9月18日 根据上海市地名管理部门批准（沪地办(2014)60号），卢浦大桥站更名为世博会博物馆站
- 2014年11月1日 大渡河路站开通
- 2014年11月30日 长寿路站至新天地站段洞通
- 2014年12月28日 金沙江路站至长寿路站开通试运营[10]
- 2015年3月30日 三期工程学林路站正式开工[34]
- 2015年6月29日 长寿路站—世博大道站段完成热滑
- 2015年12月19日 长寿路站—世博大道站段开通试运营[43]
- 2017年11月25日 三期工程洞通[44]
- 2018年2月2日 二期工程洞通[45]
- 2018年5月30日 二、三期全线轨道贯通[46]
- 2018年12月30日 二、三期全线通车[47]
- 2019年9月20日 每周五、周六金运路—华鹏路延时运营开始
- 2020年6月24日 西延伸工程选线专项规划公示[48]
- 2021年3月19日 上海市发展和改革委员会批复西延伸工程可行性研究报告[49]
- 2021年4月1日 西延伸工程报建[50]
- 2021年4月25日 西延伸工程环境影响评价首次公示[51]
- 2021年5月6日 西延伸工程环境影响评价报批前公示[51]
- 2021年5月17日 上海市环保局受理西延伸工程环境影响报告书[52]
- 2021年6月10日 上海市环保局批准西延伸工程环境影响报告书[53]
- 2021年6月20日 新天地站更名为一大会址·新天地站[54]
- 2021年6月28日 西延伸工程开工建设
- 2022年3月23日 为配合新型冠状病毒疫情防控，金运路站、金沙江西路站暂停营运[55]
- 2022年6月1日 金运路站、金沙江西路站恢复营运[56]
- 2022年8月5日  东延伸段选线公示[57]
- 2022年9月13日 东延伸工程环境影响评价首次公示[58]
- 2022年9月23日 东延伸工程环境影响评价报批前公示[58]
- 2022年11月14日 浦东新区环保局受理东延伸工程环境影响报告书[59]
- 2022年11月15日 上海市发改委批复东延伸工程可行性研究报告
- 2022年12月5日 浦东新区环保局批准东延伸工程环境影响报告书[60][61]
- 2023年5月28日 东延伸段开工建设，其开工典礼作为上海地铁运营30周年系列纪念活动的一部分举行[17]